# آمبرلا
شرکت آمبرلا (به انگلیسی: Umbrella Corporation) با نام رسمی شرکت داروسازی آمبرلا (به انگلیسی: Umbrella Pharmaceutical Corporation)، شرکتی خیالی در سری بازی‌های معروف و پرطرفدار رزیدنت ایول است. در سری رزیدنت ایول، این شرکت دارای شعبه‌ها و مقرهای گوناگون در سرتاسر جهان است و محصولات دارویی و پزشکی، سلاح‌ها و لوازم نظامی، سخت‌افزار و نرم‌افزار کامپیوتر و محصولات غذایی این شرکت در متن زندگی بیشتر مردم جهان قرار داشت و بیشتر مردم دنیا به شکلی مستقیم یا غیر مستقیم در استخدام این شرکت بودند؛ به همین خاطر آمبرلا از نفوذ و محبوبیت بالایی در میان مردم، مسئولان و دولت‌های جهان برخوردار بود. آمبرلا محصولات گوناگونی را به مردم جهان عرضه می‌کرد اما سیاست اصلی این شرکت انجام آزمایش‌ها و پژوهش‌های گسترده، سری و فوق محرمانه در مهندسی ژنتیک و ساخت سلاح‌های بیولوژیکی بود.
به دلیل گستردگی فعالیت‌ها، شرکت آمبرلا، از نیروهای نظامی سازمان‌یافته برخوردار بود. این نیروها خود، به نیروهای تخصصی‌تر تقسیم می‌شدند و هرکدام وظیفهٔ خاصی را برعهده داشتند؛ برخی به ارتش کشورها کمک می‌رساندند، برخی از محصولات شرکت حراست می‌کردند و گروهی نیز مسئول حفاظت از پروژه‌های سری و فوق محرمانهٔ شرکت بودند [مانند U.B.C.S]. گستردگی فعالیت‌های این شرکت، سبب شده بود تا در سرتاسر جهان دارای نامی معتبر و بانفوذ شود و مهم‌ترین نقش اقتصادی و تجاری را در دنیای این بازی ایفا کند.

## تاریخچهٔ شرکت آمبرلا

### پیشینه
سنگ بنای شرکت آمبرلا در سال ۱۹۶۹ به وجود آمد؛ زمانی که لرد آزول ئی. اسپنسر به همراه دوست خود ادوارد آشفورد، دکتر جیمز مارکوس و شاگرد او یعنی برندون بایلی به آفریقا رفتند تا سرزمین فراموش شدهٔ Ndipaya را پیدا کنند. اسپنسر، دانشنامهٔ جهانگردی به نام هانری تراویس را مطالعه کرده بود. در این کتاب از افسانه‌ای در میان مردمان آن سرزمین فراموش شده یاد می‌شود، افسانه‌ای که در آن گیاهی وجود داشت که حتی کشنده‌ترین زهرها را درمان می‌کرد و به مصرف‌کننده‌اش عمری جاودان، می‌بخشید.
اسپنسر و ادوارد آشفورد، این سرزمین فراموش شده را پیدا کردند؛ جایی که یک شهر باستانی در اعماق زمین بود و در کنار آن گل‌های افسانه‌ای قرار داشت؛ گل‌هایی که در اعماق زمین، بدون دریافت نور خورشید، رشد و تولید مثل می‌کردند. اسپنسر در ترشحات این گل‌ها ویروسی را کشف کرد. ادوارد آشفورد و دکتر جیمز مارکوس مطالعات خود را بر روی این ویروس آغاز کردند. سرانجام نیز ادوارد آشفورد با استفاده از این ویروس، موفق به کشف نهایی ویروس مادر شد.
یک سال بعد، آن‌ها به آمریکا بازگشتند، اسپنسر پیشنهاد بنیانگذاری شرکت را داد. برندون با این پیشنهاد مخالف بود و معتقد بود تا زمانی که نتوانند ویروس مادر را تولید کنند، تأسیس شرکت کار بیهوده‌ای است.

### بنیانگذاری
در همین سال، معماری به نام جرج تریور کار ساخت عمارت اسپنسر را در دامنهٔ کوهستان آرکلی واقع در حومهٔ شهر راکون، به پایان رساند. جرج از سال ۱۹۶۲ کار ساخت این عمارت را آغاز کرده بود. اسپنسر از او و بعدها از خانواده‌اش به قصد انجام آزمایش‌های مربوط به ویروس مادر، به عنوان نمونه‌های آزمایشگاهی استفاده کرد و خود تریور نیز در دام تله‌ها و معماری پیچیده همین قصر افتاده و کشته شد. در سال ۱۹۶۸ شرکت آمبرلا رسماً بنیانگذاری شد. ادوارد آشفورد نیز بر اثر آزمایش‌های خود از بین رفت. برندون بایلی به‌اجبار در آفریقا ماند و مقدمات ساخت مقر مرکزی آمبرلا در آفریقا را فراهم نمود. او سپس نمونه‌هایی را برای دکتر مارکوس که به تازگی مقر آموزشی آمبرلا را تأسیس کرده بود، فرستاد.
در سال ۱۹۶۹، پسر ادوارد الکساندر آشفورد آغاز به ساخت عمارت خود در قطب جنوب کرد و سپس مرکز پژوهشی خود را به این عمارت منتقل کرد. او قصد داشت در این مقر در زمینهٔ پروژهٔ ورونیکا آشفورد فعالیت‌هایش را توسعه دهد. این پروژه‌ای بود که الکساندر قصد داشت تا در آن با روش‌های مهندسی ژنتیک، میزان بهرهٔ هوشی و ذکاوت انسان‌ها را افزایش دهد. دو سال بعد، آلفرد آشفورد و آلکسیا آشفورد از درون پژوهش‌های او متولد شدند.
با به دست آوردن اطلاعات جدیدتری از ویروس مادر، مارکوس ویروس آزمایشی خود را به تعدادی از شاگردانش مبتلا کرد. آن‌ها نتوانستند از تأثیرات این ویروس در امان بمانند و مردند. جسدهای آن‌ها به درون فاضلاب مقر انداخته شد.

### کشف ویروس تی
در سال ۱۹۷۸، دکتر جیمز مارکوس با ترکیب دی‌ان‌ای زالو با ویروس مادر، موفق به کشف نمونهٔ جدیدی از ویروس‌ها به نام ویروس T شد و آن را به صورت اختصار، ویروس تی نامید. ویروس تی نقش بسیار مهمی در شکل‌گیری داستان اصلی این سری داشت. هر جانداری که به این ویروس مبتلا شود، کشته می‌شود و در برابر، جریان الکتریکی ضعیفی را در بدن شخص مبتلا ایجاد می‌کند. این جریان الکتریکی ضعیف سبب به کار افتادن مجدد برخی از سیستم‌های حیاتی بدن می‌شود اما این شخص دیگر یک موجود مرده و بی‌خرد است و فقط سعی می‌کند نیاز خود را به غذا برطرف کند (زامبی). فقط یک‌بار گزش توسط زامبی‌ها کافی است تا ویروس تی از زامبی به بدن فرد سالم منتقل شود، تا یک زامبی جدید متولد شود. این یک موفقیت بزرگ برای اهداف سری شرکت آمبرلا محسوب می‌شد. در ۲۹ ژوئیه همین سال، مقر آموزشی بسته شد و مارکوس دو نفر از بهترین شاگردان خود، یعنی آلبرت وسکر و ویلیام برکین را به مقر پژوهشی آمبرلا در کوهستان آرکلی فرستاد.
مارکوس، در خود به دلیل کارهایش احساس نارضایتی داشت و این را برای تنها کسانی که اعتماد داشت یعنی ویلیام و آلبرت، نوشت، اما این اعتماد بیهوده بود. ده سال بعد، یعنی در سال ۱۹۸۸ ویلیام برکین و آلبرت وسکر به دستور اسپنسر، مارکوس را کشتند، اما زالویی به بدن او وارد شد. برکین نمونه‌ای از ویروس تی را برداشت اما او پژوهش‌های خود را بر روی پروژهٔ ویروس G در بدن لیسا تریور متمرکز کرده بود. لیسا دختر جرج تریور بود که در عمارت اسپنسر نگهداری می‌شد و در برابر ۱۲ آزمایش از خود پایداری نشان بود.

### انتقام دکتر جیمز مارکوس
در سال ۱۹۹۸، بدن جیمز مارکوس به وسیلهٔ زالوی ملکه به شکل کامل بازسازی شد. او اینک در این فکر بود تا از اسپنسر و آمبرلا انتقام بگیرد؛ بنابراین ویروس تی را در مقر آرکلی منتشر کرد. دیری نپایید که کارکنان مقر به زامبی‌هایی خون‌آشام تبدیل شدند و برخی از آن‌ها از مقر و عمارت اسپنسر خارج شدند. این کار مارکوس سبب شد تا درنهایت، گوشه‌ای از پژوهش‌ها و فعالیت‌های غیرقانونی آمبرلا که به شکل فوق‌محرمانه انجام می‌شد، آشکار شود و در آینده، دیگر آن چهرهٔ موجه خود را در میان افکار عمومی نداشته باشد.
برکین و وسکر از این انتقام‌گیری مارکوس، به سود خودشان برای خروج از آمبرلا استفاده کردند. وسکر دو سال پیش از این رویداد، وارد اداره پلیس شهر راکون شده بود و گروه استارز را بنیانگذاری کرده بود. او اینک پس از این اقدام مارکوس، تیم براوو را برای انجام تحقیقات به آرکلی فرستاد و پس از مفقود شدن این تیم، او خود به همراه تیم تیم آلفا به جستجوی تیم مفقود شده رفت. هدف وسکر از این کار، آزمودن پروژهٔ تایرنت و همچنین راهی برای خروج از آمبرلا بود. در پایان رویدادهای عمارت، وسکر با انجام یک مرگ نمایشی به همگان وانمود کرد که مرده است. اما او پیش از این رویداد و در دوران نوزادی، توسط آمبرلا برای پروژهٔ کودکان وسکر انتخاب شده بود و جزء معدود بازماندگان این پروژه بود. در بدن او ویروس مادر وجود داشت و همواره برای او دردسرساز بود. از این رو به درخواست خودش، ویلیام برکین مأموریت یافت تا با یافتن یک راه‌حل او را یاری کند. برکین نیز با ساخت یک ویروس، که در حقیقت کندکنندهٔ روند تکاملی ویروس مادر در بدن وسکر می‌شد، به وسکر کمک کرد. او پیش از کشته شدن به دست تایرنت از این ویروس به شکل پیوسته استفاده می‌کرد و این سبب شد تا وسکر به دست تایرنت کشته نشود.
آلبرت وسکر پس از رویداد عمارت اسپنسر مجبور بود تا به مدت چند ماه مخفی بماند، او در این مدت از جاسوسی به نام ایدا وانگ برای پیشبرد برخی از نقشه‌هایش استفاده کرد؛ به دست آوردن نمونهٔ ویروس جی که ساختهٔ ویلیام برکین بود نیز، از جمله نمونه‌های این نقشه هاست. در حقیقت آمبرلا پیش از این نقشهٔ وسکر، از قصد جدا شدن برکین و وسکر آگاه شده بود و به این منظور، هانک را فرستاد تا نمونهٔ ویروس جی را برای شرکت نگه دارد. هانک پس از کشتن ویلیام برکین موفق به این کار شد، اما درگیری هانک و ویلیام باعث شیوع ویروس تی در سیستم فاضلاب شهر و پس از مدتی در تمام شهر شد. این رخداد به هیچ عنوان در برنامهٔ کاری آمبرلا نبود. رخدادی که به‌شکل مستقیم در نابودی آمبرلا تأثیر داشت، پخش شدن ویروس تی در شهر راکون بود. ویلیام برکین نیز با تزریق ویروس جی به خودش از مرگ نجات یافت و به زندگی بازگشت اما این تولد دوباره به قیمت از دست دادن انسانیتش بود. برکین سرانجام به توسط کلر ردفیلد و لیان اسکات کندی کشته می‌شود. ایدا نیز در انجام مأموریت خود موفق شد؛ زیرا یک نمونهٔ ویروس جی در گردنبند شری برکین وجود داشت و ایدا، آن را در جهت مأموریت خود، برای وسکر به‌دست‌آورد.

### سقوط و نابودی مرگ کامل
آمبرلا، محبوبیت و مشروعیت و  جان  تمامی افراد و تجهیزات خود را در ۲۳ ژوئیه سال ۱۹۹۸ ازدست داد مرگ آنها رخ داد  قبل از ۲۳ ژوئیه در گذشته  سال قبل ۱۹۹۷ زمانی  که بیشتر مردم شهر راکون پس از ابتلا به ویروس تی به زامبی تبدیل شده بودند. در بامداد بعدی، دولت ایالات متحده با حصارکشی در مرزهای شهر، این شهر را در حالت قرنطینه قرار داد. آمبرلا در شهر راکون دارای بخش‌های مختلفی بود، گاه پژوهشگران و ویروس‌شناسان آن مشغول تهیهٔ واکسن‌ها و داروهای گوناگون بودند، گاهی نیز پژوهشگران بخش اسلحه و جنگ‌افزار این شرکت، به پژوهش پیرامون B.O.Wها می‌پرداختند. B.O.W کوتاه شدهٔ عبارت (Bio Organic Weapon) بوده و به مخلوقاتی مانند زامبی‌ها گفته می‌شود. آمبرلا با ساخت این ویروس‌ها قصد داشت تا آن‌ها را بر روی موجودات زنده آزمایش کند تا این ویروس‌ها پس از ایجاد جهش‌های بزرگ و کنترل شده در ساختار دی‌ان‌ای موجودات، آن‌ها را از موجوداتی نرمال به مخلوقاتی وحشی تبدیل کند و از آن‌ها در جهت منافع خود بهره ببرد. U.B.C.S نهادی بود که توسط آمبرلا برای ایجاد امنیت، حفاظت و مقابله با خطرات احتمالی پروژه‌های B.O.W راه‌اندازی شده بود. آمبرلا پخش ویروس تی در شهر و طغیان شهر راکون را پیش‌بینی نکرده بود و به همین خاطر به سرعت تیمی از UBCS را در شهر راکون مستقر کرد. هدف مقابله با طغیان و نجات پژوهشگران آمبرلا از این رویداد بود.
در این میان، برخی از کارکنان آمبرلا کارهای مهمی را انجام دادند. دکتر فراست توسط مونیکا به دلیل پیدا کردن راهی برای ارتقاء ویروس حی کشته شد. یوکو سوزوکی که دو سال پیش به عنوان یک نمونه در پروژهٔ تایرنت مورد آزمایش‌هایی قرار گرفت، کارت امنیتی آمبرلا را که متعلق به خودش بود گم کرد، اما او سرانجام از شهر گریخت.
پژوهشگر پیشین آمبرلا گارگ مولر که اینک یک استاد دانشگاه بود، یک ضدویروس برای ویروس تی، با نام Daylight، پیش از طغیان ویروس در شهر کشف کرد. او می‌دانست که این طغیان دیر یا زود اتفاق می‌افتد. نابود شدن او برای آمبرلا مهم بود، اما نه فقط به خاطر Daylight. او پژوهش‌های ارزشمندی پیرامون پروژهٔ تایرنت انجام داده بود و ممکن بود تا درآینده برای آمبرلا مشکل ساز شود. او توسط یکی از مأموران U.B.C.S به نام نیکولای گینووائف کشته می‌شود.
در جای دیگری در شهر راکون، برخی از اعضای تیم U.B.C.S، یکی از اعضای خائن گروه U.S.S به نام رودریگوئز را در مقابل یک ساختمان مشاهده می‌کنند. او منتظر پژوهشگری به نام لیندا بود تا از مقر آمبرلا بازگردد. او یک چیز مهم را داشت. آن AT۱۵۲۱ - پاسخ آمبرلا به Daylight - بود. پس از بازیابی AT۱۵۲۱، پژوهشگر دیگری به نام کارتر، نمونهٔ آزمایشی یک تایرنت - Tyrant T-۰۴۰۰TP - را برای کشتن یک مخلوق دیگر، آزاد کرد. اما این نمونهٔ تایرنت خیانت کرده و AT۱۵۶۱ را از بین می‌برد و لیندا پس از فرار تلاش می‌کند تا برای بار دیگر AT۱۵۶۱ را بازیابی کند.
سرانجام، آمبرلا نتوانست موفق شود تا نظر رئیس‌جمهور آمریکا را برای انجام ندادن عملیات کد XX به خود جلب کند. عملیات کد XX نام عملیاتی است که رئیس‌جمهور آمریکا برای پاکسازی شهر راکون و بخشی از کوهستان آرکلی توسط بمب هسته‌ای تدارک دیده بود. اندکی بعد، همهٔ نیروهای نظامی که در شهر زنده مانده بودند در تلاش برآمدند تا از شهر بگریزند. نیکولای گینووائف تلاش کرد تا با بالگرد از آنجا بگریزد. کارلوس اولیویرا، جیل ولنتاین و بری بارتون نیز با کمک بالگرد از شهر فرار کردند. رودیگوئز، مأمور بود تا لیندا را از شهر خارج کند. او موف به این کار شد اما به دست تامی نلسون کشته شد. در نهایت پس از برخورد بمب هسته‌ای با شهر همهٔ افراد U.B.C.S که در شهر بودند (۱۲۰ تا ۲۰۰ نفر)، مگر کارلوس اولیویرا به گونه‌ای کشته شدند و شکستی بزرگ را برای آمبرلا رقم زدند.
خوشبختانه شرکت آمبرلا در بهبود بخشیدن وضعیت خود پس از طغیان شهر، ناموفق بود. اما با این وجود، آمبرلا دارای نفوذ بسیاری بود و همیشه مسئولیت عملیات کد XX و نابود کردن شهر و پاکسازی مدارک را به دولت آمریکا نسبت می‌داد. با این وجود لیندا و یوکو سوزوکی بازماندگانی از آمبرلا بودند که درآینده به ضرر آمبرلا شهادت دادند.
در نوامبر ۱۹۹۸، آرک تامپسون به درخواست لیان اسکات کندی در جزیره شینا، مأموریت یافت تا پیرامون فعالیت‌های غیرقانونی شرکت آمبرلا در این جزیره به تحقیق بپردازد. تامپسون در این جزیره موفق شد تا یکی دیگر از نمونه‌های تایرنت - هیپنوس - را نابود کند. پس از مدتی کوتاه، کلر ردفیلد که در جستجوی برادرش به شعبهٔ آمبرلا در پاریس رفته بود، توسط ماموران امنیتی آمبرلا دستگیر شد و به جزیرهٔ راکفورت تبعید شد. کلر در این جزیره با خانوادهٔ آشفورد روبه‌رو شد که در تلاش برای ارتقاء پروژهٔ تایرنت به وسیلهٔ ویروس T.Veronica بودند. آلکسیا آشفورد و آلفرد آشفورد دو فرزند الکساندر آشفورد بودند که در محیط آزمایشگاهی و به وسیلهٔ دی‌ان‌ای ورونیکا به وجود آمده بودند. آلکسیا آشفورد با ترکیب ویروس مادر با دی‌ان‌ای ورونیکا موفق به کشف ویروسی به نام T.Veronica شده بود. از آنجایی که پژوهشهای آلکسیا زیرمجموعه‌ای از پروژهٔ تایرنت (Tyrant) شرکت آمبرلا بود، همانند تمامی مخلوقات و ویروس‌های دیگر این پروژه، دارای یک پیشوند T پیش از نام Veronica است. کلر در این جزیره به آلبرت وسکر نیز مواجه شد. وسکر برای نابود کردن آلکسیا و همچنین به دست آوردن ویروس تی. ورونیکا پا به جزیره گذاشته بود. کلر به همراه استیو بورنساید به کمک هواپیما از جزیره گریخته و در آنتارکتیکا فرود می‌آیند. استیو در این مکان توسط آلکسیا اسیر شده و به ویروس تی. ورونیکا آلوده می‌شود. پس از مدتی کریس ردفیلد پس از دریافت پیغام از لیان خود را برای کمک به کلر به جزیره رسانده و با آلبرت وسکر روبه‌رو می‌گردد. پس از رویداد عمارت کریس، وسکر را مرده می‌پنداشت اما هرگز چنین نبود. اکنون آلبرت وسکر قدرتمند تر از همیشه بود. وجود ویروس مادر و ویروس کندکنندهٔ آن (که توسط برکین ساخته شده بود) و البته یک نمونه از ویروس تی که به شکل تکامل یافته توسط ضربهٔ تایرنت (از رویداد عمارت) در بدن او وجود داشت از آلبرت وسکر یک فراانسان ساخته بود. وسکر شخصی بود که در برابر تمام ویروس‌های موجود در بدنش، مقاومت نشان می‌داد. سیستم سلولی بدن او این برتری را به او می‌داد که این ویروس‌ها بر بدنش تأثیر مطلوب بگذارد. به هرحال کریس متوجه می‌شود که خواهرش پیش از او از جزیره فرار کرده و هم‌اکنون در شعبهٔ آمبرلا در قطب جنوب حضور دارد. او به آنجا رفت و با کلر ملاقات کرد. سرانجام نیز کریس با نابود کردن آلکسیا آشفورد این شعبه از آمبرلا را نیز به نابودی کشاند.
با نابودی جزیرهٔ شینا، جزیرهٔ راکفورت و شعبهٔ آمبرلا در قطب جنوب، بیشتر فعالیت‌های مهم و اصلی آمبرلا که به شکل غیرقانونی انجام می‌پذیرفت نیز نابود شد و به شکست‌های پیشین آمبرلا پیوست خورد.
در سال ۲۰۰۲، مورفیوس دی دوال، به منظور انتقام از آمبرلا با ترکیب دو ویروس تی و جی نوعی جدید از ویروس‌ها را با نام ویروس tG پدید آورد اما او نیز سرانجام مانند بیشتر پژوهشگران، به ویروسی که خودش کشف نموده بود مبتلا شد و او نیز به نابودی کشانده شد. بروس مک گیون شخصی است که این هیولا را نابود کرد و سبب شد تا پروژه‌ای دیگر از پروژه‌های مرتبط با شرکت آمبرلا با شکست روبه‌رو شود.
در سال ۲۰۰۳، آخرین شکست برای پروژه‌های غیرقانونی شرکت آمبرلا رخ داد. کریس و جیل در غالب یک تیم ضد فعالیت‌های تولید سلاح‌های بیولوژیکی خود را به منطقهٔ قفقاز در روسیه رساندند. مکانی که شعبهٔ آمبرلا در آن وجود داشت و سرگئی ولادیمیر، فرماندهٔ کل نیروهای نظامی شرکت آمبرلا در سرتاسر جهان آمادهٔ بهره‌برداری از جدیدترین نمونهٔ تایرنت به نام T-a.l.o.s بود. تیلوس آخرین برگ برندهٔ شرکت آمبرلا از پروژهٔ مرگبار تایرنت بود. اما تیلوس هم سرانجام توسط کریس ردفیلد و جیل ولنتاین نابود شد. با نابودی تیلوس، کریس و جیل از آن منطقه فرار کردند. وسکر چند ساعت پیش از کریس و جیل خود را به این شعبه رسانده بود و در زمانی که آن دو تیلوس را نابود کردند، اطلاعات سری را از Red Queen برداشت کرده و سرگئی ولادیمیر را که پس از تزریق نوع ویژه‌ای از ویروس به خودش به هیولا تبدیل شده بود را نیز نابود کند.
آمبرلا پس از این رخداد دیگر آن نیروی نظامی قدرتمند خود را نداشت، شکست‌های پی‌درپی در پروژه‌هایش و بازگشت تفکرات مردم از شرکت، دیگر دلیلی را برای حمایت دولت‌ها و سازمان‌های جهانی برایش باقی نگذاشت. آمبرلا خیلی زود گناهکار شناخته شد و توسط دولت آمریکا از ادامهٔ هرگونه فعالیتی منع شد. عمده سهام این شرکت در سرتاسر جهان مصادره گشت و مهم‌ترین اهرم شرکت (یعنی ثروت) برای ادامهٔ نفوذش در جهان از بین رفت.
پس از این رخداد، تمام پیکان‌ها به سوی لرد اوزول ای اسپنسر نشانه‌گیری شد. کریس و جیل این‌بار در غالب تیم B.S.A.A در جستجوی اسپنسر برآمدند. در سال ۲۰۰۶، کریس و جیل گزارش‌های معتبری را از محل حضور بنیانگذار آمبرلا دریافت کردند. آن دو در این فکر بودند که با هجوم به مخفیگاه اسپنسر و بازداشت او، از او بازجویی کنند. پس از ورود آن‌ها به عمارت اروپایی اسپنسر، جستجو برای یافتن اسپنسر آغاز شد؛ اما این کار آسانی نبود. آن دو به هر شکل ممکن خود را به پشت اتاق اسپنسر می‌رسانند و پس از ورود به اتاق رویدادهای عجیبی را به چشم خود خواهند دید. اوزول ای اسپنسر، کشته شده و بر روی زمین افتاده است، در حالی که آلبرت وسکر در آنجا حضور داشت. وسکر پیش از آنکه کریس و جیل خودشان را به اسپنسر برسانند، حساب خود را با او تسویه کرد و اسپنسر را کشته بود. وسکر از همهٔ سازمان‌ها و مخالفان آمبرلا نسبت به کشتن اسپنسر حریص تر نشان داده بود. با مرگ تنها بنیانگذار باقی‌مانده از سه بنیانگذار آمبرلا، پروندهٔ شرکت آمبرلا نیز بسته شد.

## پروژه‌های سری شرکت آمبرلا
شرکت آمبرلا علاوه بر فعالیت‌های قانونی و بسیار تأثیرگذارش در اقتصاد دنیای این بازی دارای چندین پروژهٔ غیرقانونی و مخفیانه بود که در راستای تولید B.O.Wهای گوناگون بود که هدف اصلی بنیانگذاران شرکت نیز محسوب می‌شد.

### پروژهٔ مادر (پروجنیتور)
پروژهٔ مادر (به انگلیسی: Progenitor Progect)، نام نخستین و یکی از اصلی‌ترین پروژه‌های سری شرکت آمبرلا بود. محدودهٔ این پروژه پیرامون ساخت ویروسی بود که بتواند جهش‌هایی کنترل شده در دی‌ان‌ای موجودات به وجود آورد. تا پیش از ساخت ویروس مادر ایجاد جهش در ساختار دی‌ان‌ای کاری بسیار دشوار بود و فقط از راه پرتوهای هسته‌ای، انفجار شیمیایی و برخی ویروس‌ها ممکن بود؛ در ضمن این پارامترهای ذکر شده جهش‌هایی غیرقابل پیش‌بینی ایجاد می‌کنند که سبب می‌شود تا پس از جهش ژنتیکی، علایمی نامطلوب در فرد ایجاد شود. در حقیقت این توانایی وجود ندارد که در دی‌ان‌ای موجودات جهش‌هایی دلخواه که علایمی مطلوب داشته باشند ایجاد شود. شرکت آمبرلا در تلاش بود تا با ایجاد جهش‌هایی دلخواه در ساختار دی‌ان‌ای موجودات از آن‌ها به عنوان سلاح‌های زنده استفاده کند. هدفی شوم و سری که آمبرلا به دنبال آن بود.
پس از کشف ویروس مادر توسط ادوارد آشفورد، این ویروس این توانایی را برای آمبرلا فراهم می‌کرد تا جهش‌هایی کنترل شده در ساختار بدن موجودات زنده ایجاد کند. اما ویروس مادر دارای قدرت زیادی بود و بر روی هر جانداری جهش‌های دلخواه را ایجاد نمی‌کرد. در حقیقت این ویروس بیشتر مبتلایان به خودش را می‌کشت. از این ویروس دو نمونهٔ اصلاح شده نیز ساخته شد، اما ویروس مادر چیزی نبود که به خودی‌خود آمبرلا را به اهدافش برساند. پروژهٔ کودکان وسکر نیز نمونه‌ای از پروژه‌های زیرمجموعهٔ پروژهٔ مادر بود.

### پروژهٔ تایرنت
پروژهٔ تایرنت (به انگلیسی: Tyrant Project)، نام یکی از پروژه‌هایی است که به پیشنهاد جیمز مارکوس، در کنار پروژهٔ مادر آغاز گشت. ضعف‌های کاربردی ویروس مادر که به دلیل قدرت زیاد آن بود، نمی‌توانست برای آمبرلا مفید باشد. آمبرلا برای رسیدن به هدفش به دنبال راهی بود تا هیچ شکستی برایش پیش نیاید، اما ویروس مادر بسیار قدرتمند بود و نتیجهٔ پیامدهای استفاده از این ویروس، در بیشتر زمان‌ها ناموفق بود و شخص مبتلا را می‌کشت. ازاین‌رو دکتر جیمز مارکوس در تلاش بود تا با انجام آزمایش‌هایی از قدرت ویروس مادر بکاهد و آن را برای استفاده مناسب‌تر سازد. او پس از پژوهش‌های گسترده سرانجام با ترکیب دی‌ان‌ای زالو (آن زالو نیز خود به ویروس مادر مبتلا بود) با ویروس مادر کشف بسیار عظیمی را به نام خود ثبت کند. تأثیرگذاری این ویروس کاملاً موفقیت‌آمیز بود و علاوه براینها بسیار سریع از موجودی به موجود دیگر منتقل می‌شد. این ویروس که می‌توانست در آینده بخش بزرگی از هدف‌های آمبرلا را محقق کند با اشتباه خود آمبرلا، در آینده خود این شرکت را به رسوایی کشاند. آمبرلا با کشتن مارکوس و برکین در حقیقت خود را نابود کرد. مارکوس توسط زالوی مادر زنده ماند و با پخش ویروس تی در کوهستان آرکلی از آمبرلا انتقام گرفت و درگیری هانک با برکین نیز سبب شد تا ویروس تی در سطح شهر پخش شود و "عملیات کد XX" انجام شود.
تمامی مخلوقات و ویروس‌های ساخته شده که جزئی از زیر مجموعهٔ پروژهٔ تایرنت قرار می‌گرفتند، از یک پیشوند T در ابتدای نام خود بهره می‌بردند. اصول کار در ساخت ویروس‌های این پروژه، ضعیف کردن و مناسب ساختن ویروس مادر برای استفاده، توسط ترکیب کردن آن با دی‌ان‌ای سایر موجودات است. ویروس تی. ورونیکا نیز درحقیقت زیرمجموعهٔ پروژهٔ تایرنت بود و شیوهٔ ساخت این ویروس با شیوهٔ ساخت ویروس تی بسیار شباهت داشت. آلکسیا آشفورد با ترکیب کردن دی‌ان‌ای ورونیکا با ویروس مادر این ویروس را کشف کرد و به دلیل قرار گرفتن این ویروس در زیرمجموعهٔ پروژهٔ تایرنت، طبق اصول نامگذاری از پیشوند T استفاده کرد.
نمسیس نیز یکی از مخلوقات زیرمجموعه از پروژهٔ تایرنت بود که نام اصلی آن Nemesis T-Type بود که به اختصار نمسیس نامیده می‌شد. آخرین و قدرتمندترین نوع از مخلوقات تایرنت، تایرنت T-a.l.o.s بود که کوتاه شدهٔ عبارت Tyrant-Armored Lethal Organic System به معنی تایرنت زنده، کشنده و زره‌دار است.

### پروژهٔ برکین
ویلیام برکین پروژه‌ای را به سرانجام رساند که زیرمجموعهٔ هیچ‌یک از دو پروژهٔ پیشین شرکت نبود. برکین از تکامل ویروس مادر در ژنوم سلول‌های بدن لیسا تریور، ویروسی جدید به نام " ویروس G "را کشف کرد. حرف G بیانگر کلمه Gene است که نمایانگر استخراج این ویروس از ژن یک موجود است. این ویروس نیز هرچند برخلاف ویروس مادر همیشه دارای تأثیر مطلوب بود اما شیوهٔ انتقال آن از موجودی به موجود دیگر به سادگی ویروس تی نبود؛ علاوه بر این، شخص مبتلا به ویروس جی مرتب به تغییر شکل دچار می‌شد و حالت پایدار مشخصی نداشت. وجود چشم سوم در مخلوقات مبتلا به ویروس جی، از ویژگی‌های این ویروس می‌باشد. حالت جهش یافتهٔ ویلیام برکین و کورتیس میلر، مخلوقاتی هستند که زیر مجموعهٔ مخلوقات پروژهٔ G محسوب می‌شوند.

## شعبه‌های شرکت آمبرلا

### مقر پژوهشی آمبرلا در کوهستان آرکلی
مقر پژوهشی آمبرلا در کوهستان آرکلی: یک مقر پژوهشی واقع در جنگل‌های راکون در دامنهٔ کوهستان آرکلی که توسط عمارت اسپنسر مخفی شده‌است. این مقر در درون عمارت اسپنسر قرار داشت و توسط جرج تریور طراحی و ساخته شده بود. آمبرلا بیشتر فعالیت‌های پژوهشی پیرامون ویروس تی را در این مقر انجام داد.

### مقر آموزشی آمبرلا
مقر آموزشی آمبرلا: این مقر توسط دکتر جیمز مارکوس مدیریت می‌شد و مسئول آموزش اشخاص علاقمند و البته بااستعداد بود. ویلیام برکین و آلبرت وسکر در این مقر زیر نظر جیمز مارکوس بودند. در سال ۱۹۷۸، این مقر بسته شد و مارکوس در آنجا باقی ماند تا بر روی پروژهٔ ویروس تی پژوهش‌های خود را تکمیل کند. ده سال بعد، مارکوس به دستور اسپنسر و توسط شاگردان خود (برکین و وسکر) کشته شد و در این هنگام زالوی ملکه وارد بدن او شد.

### مقر پژوهشی آمبرلا در شیکاگو
مقر پژوهشی آمبرلا در شیکاگو: مقری که جان، دوست ایدا وانگ پیش از فرستاده شدن به مقر پژوهشی آمبرلا در کوهستان آرکلی، در آنجا کار می‌کرد. ویلیام برکین به شکل ماهیانه در این مقر حضور می‌یافت و پیرامون آموزش‌های پژوهشی شرکت آمبرلا، در سمینارهای این مقر، شرکت می‌کرد.

### آزمایشگاه زیرزمینی آمبرلا در شهر راکون
آزمایشگاه زیرزمینی آمبرلا در شهر راکون: این آزمایشگاه مکانی بود که ویلیام برکین برای پروژهٔ ویروس جی از آن استفاده می‌کرد. این مقر همچنین به مقر آموزشی آمبرلا متصل بود.

### کارخانهٔ متروک
کارخانهٔ متروک: این مقر توسط یک کارخانهٔ متروکه در شهر راکون، پنهان بود. بیشتر فعالیت‌های این مقر در زمینهٔ تولید دارو و مواد شیمیایی دیگر بود.

### بیمارستان شهر راکون
بیمارستان شهر راکون: آمبرلا، در طبقهٔ زیرین بیمارستان مرکزی شهر راکون، از یک آزمایشگاه کوچک برخوردار بود. در این مکان تعداد زیادی مخلوق میمون زامبی وجود داشت. همچنین در این آزمایشگاه مواد لازم برای تولید واکسنی برای ویروس تی وجود داشت.

### مقر آمبرلا در جزیرهٔ شینا
مقر آمبرلا در جزیرهٔ شینا: جزیرهٔ شینا نام جزیره‌ای کوچک در اروپا بود که تمامی این جزیرهٔ کوچک متعلق به شرکت آمبرلا بود. پژوهشگران و کارکنان آمبرلا در این جزیره زندگی و برای شرکت کار می‌کردند.

### مقر آمبرلا در پاریس
مقر آمبرلا در پاریس: این مقر، مقر مرکزی آمبرلا در اروپا بود. کلر برای یافتن برادرش به این مقر نفوذ کرده بود که توسط مأموران امنیتی آمبرلا دستگیر می‌شود. کریستین هانری شخصی است که مسئول پروژه‌های در حال جریان این مقر بود. در مقر ششم آمبرلا در اروپا، انگل ان‌ای-آلفا کشف شد. از استفادهٔ این انگل به همراه ویروس تی، تایرنتی جدید به نام نمسیس پدید آمد. نمسیس به معنی فرشتهٔ انتقام بوده و هدف از این نام‌گذاری، انتقام شرکت آمبرلا از اعضای گروه استارز است.

### مقر آمبرلا در جزیرهٔ راکفورت
مقر آمبرلا در جزیرهٔ راکفورت: جزیره‌ای دورافتاده که در آن آلفرد آشفورد زندگی می‌کرد. این یک جزیرهٔ نظامی بود و برخی از زندانی‌های آمبرلا به این جزیره فرستاده می‌شدند. در این جزیره یک مقر آموزشی متعلق به آمبرلا وجود داشت که در زمینهٔ خلق برخی از مخلوقات فعالیت داشت.

### مقر آمبرلا در آنتارکتیکا
مقر آمبرلا در قطب جنوب: مقری که الکساندر آشفورد برای پیشبرد پروژهٔ دی‌ان‌ای ورونیکا از آن استفاده می‌کرد. در این مکان، کلر پس از مدت‌ها جستجوی برادرش، او را مشاهده کرد. کریس پس از این آلکسیا آشفورد را که به ویروس تی. ورونیکا مبتلا بود، شکست داد. وسکر نیز در این مکان به این ویروس (از درون بدن استیو بورنساید) دست یافت.

### مقر آمبرلا در اقیانوس اطلس
مقر آمبرلا در اقیانوس اطلس: مقری بی‌استفاده واقع در یک جزیره در اقیانوس اطلس. این مقر به دلایل نامشخصی در انجام پروژه‌هایش ناکام ماند و بدون هیچ بحثی این مقر بسته شد که بعدها برخی از فعالیت‌های مورفیوس دی دوال در آن انجام پذیرفت.

### مقر آمبرلا در روسیه
مقر آمبرلا در روسیه: این مقر در پوشش یک پالایشگاه نفت قرار داشت. این مکانی بود که پروژهٔ T-a.l.o.s تکمیل و بعدها توسط کریس و جیل نابود شد. این مقر همچنین مکانی بود که کامپیوتر مرکزی Red Queen در آن قرار داشت.

### مقر آمبرلا در آفریقا
مقر آمبرلا در آفریقا: این مقری بود که در نزدیکی سرزمین زیرزمینی Ndipaya قرار داشت که یکی از پراهمیت‌ترین مقرهای شرکت آمبرلا محسوب می‌شد. گل‌های مادر نیز در این مکان وجود دارند. پس از بسته شدن این مقر در سال ۱۹۹۸، شرکت ترایسل به پیشنهاد آلبرت وسکر، کنترل این مقر را بر عهده گرفت. این مقر همچنین مکانی بود که ویروس مادر در آن ساخته شد و سال‌ها بعد در همین مقر کار بر روی ویروس اوروبروس آغاز گشت.

### جزیرهٔ اسپنسر
جزیرهٔ اسپنسر: جزیره‌ای در اقیانوس آرام که " آلکس وسکر " در آن به پژوهش‌های سری می‌پرداخت. آلکس دوازدهمین نفر از سیزده گزینهٔ نهایی پروژهٔ کودکان وسکر است. او در جریان پروژهٔ کودکان وسکر که توسط اوزول ای اسپنسر طراحی شده بود، قرار گرفت. هدف از این پروژه، ساخت دنیایی جدید بود که در آن انسانهایی با ضریب هوشی بسیار بالاتر و اشتباهاتی بسیار کمتر زندگی می‌کردند. آلکس نیز از پدر و مادری نخبه متولد شده بود و به اعتقاد اسپنسر، یقیناً دارای DNA برتر نیز بود. او در جریان اجرای پروژه، یکی از کمتر کسانی بود که توانست در آزمایش‌ها موفق شود؛ آزمایش‌هایی که حتی خودش هم از آن بی‌خبر بود. او با آموزشهایی که دیده بود، درآینده به استخدام شرکت آمبرلا درآمده و به عنوان پژوهشگر در آنجا مشغول به کار می‌شود.
از دید اسپنسر، آلکس یکی از مناسب‌ترین گزینه‌های دارای آیندهٔ روشن در میان دیگر گزینه‌ها بود. آلکس نیز نسبت به اسپنسر، وفادار نشان داد و اینها سبب شد تا اسپنسر یک پروژهٔ مخفیانه را به آلکس بسپارد. آلکس مطالعات و پژوهش‌های خود را پیرامون ویروسی که از اسپنسر گرفته بود، در این جزیره آغاز کرد و هدف از این پروژه جاویدان کردن اسپنسر بود. آلکس موفق به این کار بزرگ شد، اما خیانت‌های اسپنسر به او، سبب شد تا راه دیگری را در پیش بگیرد.

## شخصیت‌های شرکت آمبرلا
نوشتار اصلی: فهرست شخصیت‌های مرتبط با شرکت آمبرلا
ویلیام برکین
آنت برکین
آلبرت وسکر
جیمز مارکوس